# اونچینو
اونچینو (به ایتالیایی: Oncino) یک کومونه در ایتالیا است که در استان کونیو واقع شده‌است.

## خصوصیات
اونچینو ۴۸٫۶ کیلومترمربع مساحت و ۹۳ نفر جمعیت دارد.